# إدوارد كلارك
إدوارد كلارك (بالإنجليزية: Edward Clarke)‏ (1 يناير 1871 في المملكة المتحدة - ) هو لاعب كرة قدم بريطاني (وحمل سابقاً جنسية المملكة المتحدة لبريطانيا العظمى وأيرلندا) في مركزي الظهير والدفاع. لعب مع برمنغهام سيتي.